# Hawk tuah
Hawk tuah (en inglés:   /ˌhɔːk_ˈtuːə/) es un meme de Internet que se originó a partir de un video viral de YouTube lanzado en 2024. Durante una entrevista callejera, Haliey Welch usó el latiguillo hawk tuah, una onomatopeya para expectorar en un pene como una forma de sexo oral, específicamente una felación.

## Historia

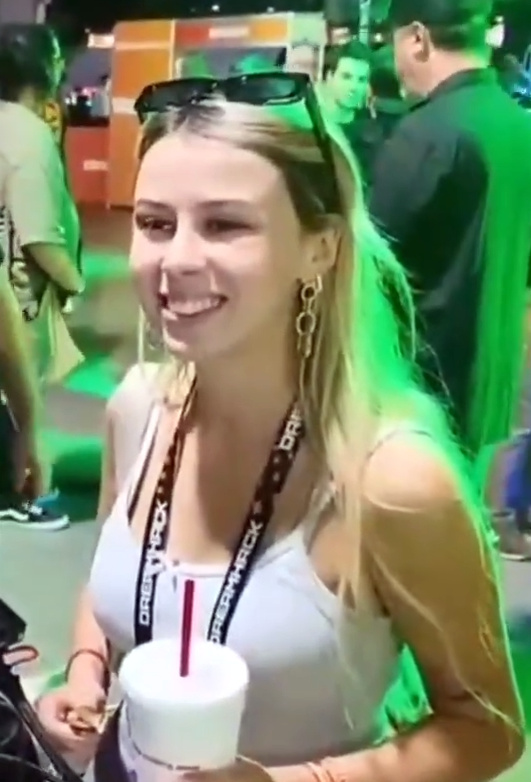
Haliey Welch en noviembre de 2024

El 11 de junio de 2024, un canal de YouTube, Tim & Dee TV, propiedad de Tim Dickerson y DeArius Marlow, lanzó un video con una entrevista con Haliey Welch en el distrito Broadway de Nashville, Tennessee, Estados Unidos. Welch y otra mujer se acercaron a Dickerson y Marlow y solicitaron una entrevista. La entrevista comenzó con lo que Dickerson y Marlow consideraron preguntas más sosas, como «¿Por que serías una buena esposa?» Con el tiempo, Dickerson y Marlow afirmaron que Welch alentó a Marlow a «darle un toque picante a las preguntas». Marlow respondió preguntando: «¿Cuál es el acción en la cama que enloquece un hombre cada vez?». La respuesta de Welch, con un marcado acento sureño, fue: «You gotta give 'em that 'hawk tuah' and spit on that 'thang'», (en español: Hay que darle la 'hawk tuah' y escupir en esa cosa) refiriéndose a escupir en el pene de un hombre como una forma de felación, aparentemente con fines lubricantes.

## Popularidad
El día siguiente, Marlow subió el clip a TikTok y otras cuentas en las redes sociales comenzaron a volver a publicar el video después de eliminar la marca de agua «Tim and Dee TV». Dickerson y Marlow estimaron que presentaron al menos cincuenta reclamaciones por infracción de derechos de autor en los días posteriores a la primera publicación del clip. El video original se viralizó, recibiendo millones de visitas por TikTok, Instagram y YouTube, generando remezclas y adaptaciones del audio original, y ganándole a Welch el apodo de Hawk Tuah Girl (en español: Chica de Hawk Tuah). El vídeo y la frase se convirtieron en un meme. Welch, que había sido trabajadora de una fábrica con salario mínimo, posteriormente creó una cuenta de Instagram y obtuvo una cantidad considerable de seguidores en los medios sociales y atención de los medios. También realizó una empresa bajo la cual registró varias marcas comerciales, obtuvo representación por parte de un agente, y comenzó a vender merchandising con la frase como tema y a hacer apariciones pagadas. El 15 de agosto de 2024, lanzó el primer lanzamiento ceremonial de un juego de los New York Mets,  y lanzó un podcast, Talk Tuah, debajo la compañía de medios Betr cofundada por Jake Paul. Dickerson y Marlow indicaron que estaban felices por Welch, pero estaban molestos por no recibir crédito por la fama de Welch.